# Bravo (software)
Bravo! é um navegador gratuito baseado no conhecido browser Internet Explorer da Microsoft.
O Bravo! inclui várias funções incorporadas: tradutor interno, suporte a skins (disponível na homepage do fabricante), mensagens SMS, Chat BIRC, canal de informação Bravo! (últimas notícias organizadas por temas) e Meu Portal Bravo!, que permite ao usuário configurar seus próprios links.